# Македонци у Републици Српској
Македонци у Републици Српској (мкд. Македонци во Република Српска) су држављани Републике Српске који се у етничком смислу изјашњавају као припадници македонског народа. Историјски односи између становништва данашње Сјеверне Македоније и Републике Српске започели су да се развијају уједикњењем овх простора у једну државу, Краљевину Срба, Хрвата и Словенаца. Македонци, народ у највећем дијелу сличан Србима, са већинским становништвом Републике Српске дијели и сличну културу, обичаје и традицију. Етнички Македонци у Републици Српској су вјерници Српске православне цркве, што их још више зближава са већинским народом у Републици Српској.
Етнички Македонци су једна од седамнаест службених националних мањина у Републици Српској, а њихове интересе заступају представници и делегати у Савјету националних мањина, и Савезу националних мањина.

## Историјат
Етнички Македонци су ове просторе почели да насељавају почетком 20. вијека. Иако их је већина дошла због посла, македонски досељеници остајали су трајно и започињали један нови живот. Дуго времена нису имали никакво културно умјетничко друштво, око којег би се окупљали, али и поред тога, успјевали су сачувати свој језик и обичаје.
Након Другог свјетског рата услиједио је нови талас досељавања Македонаца на територију данашње Републике Српске. Македонци су насељавали углавном веће градове: Бања Луку, Требиње, Добој, Бијељину, Приједор, Дервенту, и Зворник, али данас активност Македонаца, је примјетна само у Бања Луци.

## Религија
Македонци у Републици Српској, као и већина њихових сународника, у матичној земљи, као и широм свијета су православне вјероисповијести. Македонци, као и већински народ Републике Српске, Срби, припадају Српској православној цркви.

## Удружења
У Републици Српској, постоји више удружење, која окупљају припаднике македонског народа, као и поштоваоце македонске, историје и културе, Кровно удружење је Удружење Македонаца Републике Српске. Удружење је основано 2002. године и окупља више од 170 чланова. Претеча овог удружења било је Удружење грађана српско-македонског пријатељства, које је неколико ентузијаста који воле Македонију, основало 2000. године. Циљ оснивања Удружења пријатељства био је јачање веза између Македоније и Републике Српске.
Македонско удружење „Југ“ у Републици Српској је регистровано 26. априла 2016. и представља друштвену организацију у којој добровољно удружени грађани презентују и представљају македонску културу, традицију и обичаје у Републици Српској и шире преко одржавања
разних културних, умјетничких и спортских догађаја.
Етнички Македонци су поред званичног удружења на нивоу Републике Српске, основали и Културно друштво Македонаца „Вардар“ које дјелују у највећем граду Републике Српске, Бања Луци. Културно друштво Македонаца „Вардар“ редовно узима учешће на  „Смотри националних мањина“, гдје кроз разне апекте представља македонски народ. Поводм дана „Устанка 11. октобар“ у Другом свјетском рату, у просторијама КДМ „Вардар“ организују се пригодне манифестације и обиљежавања овог датума.
Удружења у складу са својим планом рада организују разна окупљања поводом великих празника као што је Илиндан (мкд. Илинден), национални празник македонског народа, као и многи други.

## Распрострањеност
Према актима које користе удружења Македонаца, припадници ове мањине су сви они који воде поријекло из Македоније и држављани су Републике Српске, у складу са Законом о правима националних мањина Републике Српске.
По попису становништва 2013. у Босни и Херцеговини, а према подацима које је издао Републички завод за статистику, и који су једини валидни за Републику Српску, у Републици Српској је живјело 341 Македонаца. Македонци настањују сљедеће општине и градове:
| Етнички Македонци, по општинама и градовима, према попису становништва 2013. у Републици Српској |        |
| јединица локалне самоуправе                                                                      | укупно |
| укупно                                                                                           | 341    |
| Бања Лука                                                                                        | 124    |
| Бијељина                                                                                         | 31     |
| Братунац                                                                                         | 1      |
| Брод                                                                                             | 9      |
| Вишеград                                                                                         | 1      |
| Гацко                                                                                            | 2      |
| Градишка                                                                                         | 4      |
| Добој                                                                                            | 14     |
| Зворник                                                                                          | 4      |
| Источна Илиџа                                                                                    | 5      |
| Источно Ново Сарајево                                                                            | 7      |
| Кнежево                                                                                          | 2      |
| Козарска Дубица                                                                                  | 14     |
| Костајница                                                                                       | 3      |
| Лакташи                                                                                          | 16     |
| Лопаре                                                                                           | 4      |
| Милићи                                                                                           | 4      |
| Модрича                                                                                          | 3      |
| Мркоњић Град                                                                                     | 1      |
| Нови Град                                                                                        | 3      |
| Пале                                                                                             | 4      |
| Петрово                                                                                          | 1      |
| Приједор                                                                                         | 12     |
| Прњавор                                                                                          | 36     |
| Рогатица                                                                                         | 1      |
| Соколац                                                                                          | 1      |
| Србац                                                                                            | 1      |
| Теслић                                                                                           | 2      |
| Требиње                                                                                          | 14     |
| Фоча                                                                                             | 6      |
| Челинац                                                                                          | 5      |
| Шамац                                                                                            | 4      |
| Шипово                                                                                           | 1      |

## Значајне личности
- Далибор Дафинчев, спортски новинар Радио телевизије Републике Српске.[9]
- Митко Дафинчев, пуковник Војске Републике Српске.[10]
- Јелена Јованова, македонска и хрватска глумица, рођена у Бањалуци.[11]
- Васко Јорданов, умјетник који се бави израдом старих македонских народних инструмената попут кавала, шупељке, гајди, зурле, дудука, и активно их промовише свирајући на њима у својој етно-групи "Белегзија".[12]
- Саша Колевски, сниматељ Радио телевизије Републике Српске, погинуо током Одбрамбено-отаџбинског рата, када је на аутомобил Српске радио телевизије, док су били на радном задатку на Озрен, муслиманска страна отворила ватру.[13]
- Весна Темелкоска Вуковић, предсједник Савјета националних мањина Републике Српске.